# Міхрішах-султан
Міхрішах-султан також відома  як Гюрджю Гюзелі   (грузинська красуня), уроджена як — Агнес; (1745 – 16 жовтня 1805) – друга дружина османського султана Мустафи III, мати султана Селіма III, Хасекі-султан, Валіде-султан.

## Життєпис
Міхрішах-султан народилась в 1745 році. Ім'я при народженні — Агнес. Була дочкою грузинського священика. В 1760 році стала дружиною Мустафи III. В 1789 році після того, як на трон взійшов  її син Селім III, стала Валіде-султан. Де-факто правила як регент в період з 1789 по 1805 рік. В 1790-і роки почала будівництво шкіл і мечетей. В 1805 році побудовано комплекс Міхрішах Валіде-султан. Померла 16 жовтня 1805 року в Стамбулі. Похована в мавзолеї Міхрішах Валіде-султан.